# گورستان روستای مربو
گورستان روستای مربو در شهرستان املش، بخش رانکوه، روستای مربو واقع شده و این اثر در تاریخ ۲ آبان ۱۳۸۲ با شمارهٔ ثبت ۱۰۶۷۱ به‌عنوان یکی از آثار ملی ایران به ثبت رسیده است.